# Mike Fuentes

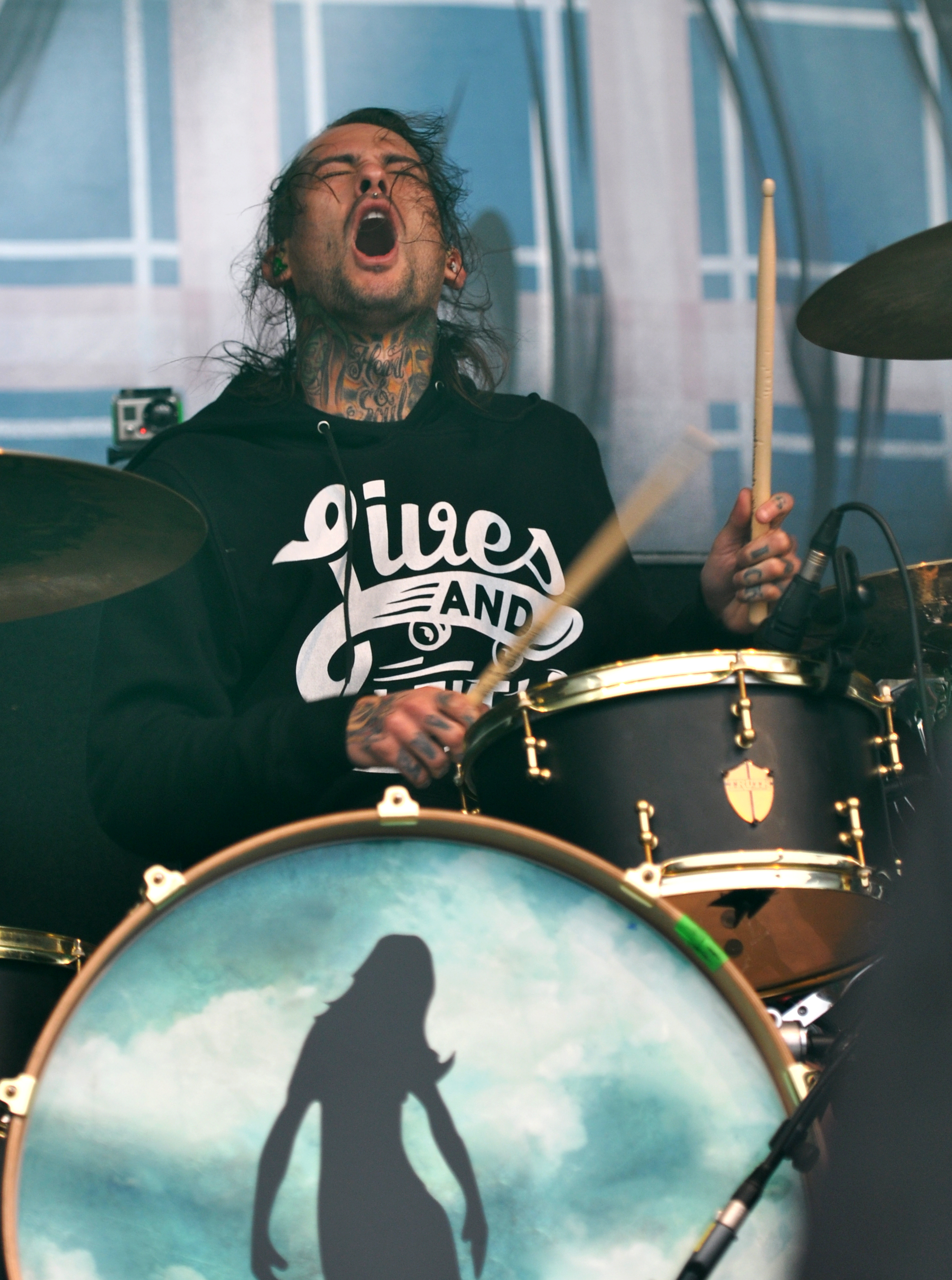
Mike Fuentes

Michael Christopher Fuentes (* 14. Dezember 1984 in San Diego, Kalifornien), kurz Mike Fuentes, ist ein US-amerikanischer Musiker. Er spielte bei Gruppen wie Underminded und Isles & Glaciers, jedoch erlangte er mit Pierce the Veil seine größten musikalischen Erfolge.

## Leben und Wirken

### Leben
Mike Fuentes wurde am 14. Dezember 1984 in San Diego geboren. Er ist der jüngere Bruder von Vic Fuentes, mit dem er zusammen bei Pierce the Veil spielt. Durch seinen Vater, der ein Jazzmusiker war und heute als Anstreicher arbeitet, lernte Fuentes Schlagzeug zu spielen. Seinem älteren Bruder brachte er das Gitarre spielen bei. Seine Mutter Vivian arbeitete als Lebensmittelprüferin, allerdings musste sie ihre Arbeit aufgrund eines Karpaltunnelsyndroms aufgeben. Er hat irische und mexikanische Vorfahren.
Er ist mit Nick Martin, welcher derzeit bei Sleeping with Sirens spielt, verwandt. Wie sein Bruder besuchte er die Mission Bay Highschool.
Außerdem hat Mike Fuentes zwei Halbbrüder und eine Halbschwester, welche aus der ersten Ehe seiner Mutter hervorgegangen sind.

### Karriere
Mike Fuentes war als Schlagzeuger in der Hardcore-Band Underminded aktiv, mit der er 2003 lediglich eine EP veröffentlichte. In dieser Band spielte er gemeinsam mit Nick Martin.
Mit seinem Bruder gründete er 1998 die Gruppe Before Today, welche zu Anfangszeiten noch Early Times hieß, sich aber aufgrund einer Urheberrechtsverletzung umbenennen musste. Nach ein paar EPs brachte die Gruppe 2004 ihr Debütalbum A Celebration for an Ending über Equal Vision Records heraus und absolvierte eine Konzertreise, ehe sie sich 2006 auflöste.
2007 folgte die Gründung von Pierce the Veil. Unterstützt werden die Fuentes-Brüder von Gitarrist Tony Perry und Bassist Jaime Preciado, welche zuvor bereits in einer lokalen Rockband zusammen spielten. Gemeinsam brachte die Gruppe mit A Flair for the Dramatic, Selfish Machines und Collide with the Sky drei kommerziell sehr erfolgreiche Studioalben heraus. Mit der Gruppe tourt er inzwischen weltweit und war dabei auf mehreren bekannten Musikfestivals wie Rock am Ring, Rock im Park, dem Slam Dunk Festival, auf dem Soundwave Festival und mehrfach auf der Warped Tour zu sehen. 2014 erhielt er eine Auszeichnung als Bester Schlagzeuger bei den Alternative Press Music Awards.
Neben zahlreichen namhaften Musikern der alternativen Musikszene wie Jonny Craig, Craig Owens wurde Mike Fuentes neben seinem Bruder Vic und deren Cousin Nick Martin als Musiker für die Post-Hardcore-Supergroup Isles & Glaciers eingeladen. Mit dieser veröffentlichte er lediglich eine EP und spielte eine einzige Show.
Mike Fuentes ist zudem unter seinem Pseudonym MikeyWhiskeyHands als Rapper aktiv. Er wird unter anderem von Pierce-the-Veil-Bassist Jaime Preciado, welcher unter dem Pseudonym The Architect aktiv ist, unterstützt. Mike Fuentes ist seit März 2012 bei Velocity Records unter Vertrag.

### Vorwürfe sexuellen Fehlverhaltens
Im Rahmen der Me-too-Kampagne im Internet und dem damit verbundenen Anstieg von Meldungen sexueller Belästigung und sexuellem Fehlverhalten gegenüber minderjährigen weiblichen Fans, wurden im November 2017 auch Vorwürfe gegen Fuentes erhoben, der knapp zehn Jahre zuvor eine sexuelle Beziehung zu einem damals 16-jährigen Mädchen gehabt haben soll. Die Vorwürfe beziehen sich auf sexuellen Missbrauch von Jugendlichen und das Anfordern von Nacktbildern über einen Instant-Messaging-Dienst. Die betroffene Frau gab an, in Kalifornien zu leben, wo Geschlechtsverkehr mit Jugendlichen unter 18 Jahren verboten ist. Es heißt, das Mädchen und Fuentes hatten via MySpace Kontakt aufgebaut, ehe sich beide bei einem Konzert von Fuentes Band in Anaheim erstmals persönlich trafen. Im Jahr 2008 sollen beide bei einem Treffen während der Warped Tour in Pomona erstmals Geschlechtsverkehr gehabt haben.
Später meldete sich eine zweite Frau und bezichtigte Mike Fuentes ebenfalls des sexuellen Fehlverhaltens. Die 23-jährige Frau erklärte, dass Fuentes das damals 14-jährige Mädchen während der Warped Tour 2008 kennengelernt habe. Sie sollen telefonisch in Kontakt geblieben sein. Als sie 15 wurde, soll er sie nach Interpretation der Frau um Nacktfotos gebeten haben.
Fuentes kündigte Mitte Dezember 2017 an, vorübergehend seinen Posten als Schlagzeuger bei Pierce the Veil zu räumen, um „seine Vergangenheit zu reflektieren“. Dies hatte zur Folge, dass die Band ihre Teilnahme an einer Konzertreise mit All Time Low im Frühjahr 2018 absagen musste.

## Diskografie

### Underminded
- 2003: The Task of the Modern Educator (EP, Eigenproduktion)

### Before Today
- 2004: A Celebration of an Ending

### Pierce the Veil
→ Hauptartikel: Pierce the Veil
- 2007: A Flair for the Dramatic
- 2010: Selfish Machines
- 2012: Collide with the Sky
- 2016: Misadventures

### Isles & Glaciers
→ Hauptartikel: Isles & Glaciers
- 2010: The Hearts of Lonely People EP

### MikeyWhiskeyHands!
Eigenproduktion
- Money Matrz, Bitches Don’t
- Straight Golden (mit The Saintz)
- Tonight (Living the Life)
- Party with the Band
- This Ain’t a Game (featuring Dr. Craig)
- $ex, Drugz and WhiskeyHands (featuring Dr. Craig &  the Architechhh (Jaime Preciado))

Bei Velocity Records
- 2012: Get Your Mind Right

## Auszeichnungen
- Alternative Press Music Awards
  - 2014: Bester Schlagzeuger (gewonnen)[17]